# Камский сад
Камский сад — сквер в Василеостровском районе Санкт-Петербурга на берегу реки Смоленки, между 13-й и 14-й линиями. Назван по Камской улице, которая проходит с южной стороны.

## Описание
Камский сад образовался в 1950-е годы после сноса доходного дома, расположенного вдоль по Камской улице. Единственное здание, сохранившееся на территории сада — дом № 99 по 14-й линии.
На территории сада расположено несколько памятных знаков и скульптур, посвящённых российско-армянским отношениями. Недалеко от входа в сквер в 2014 году установлена каменная стела с резным крестом-хачкаром. Акция прошла в рамках реализации программы сотрудничества между правительством Санкт-Петербурга и мэрией Еревана. В ней принял участие руководитель Арабкирского района города Еревана Грайр Антонян, сообщивший, в частности, что два года назад был подписан документ о сотрудничестве между администрациями Василеостровского и Арабкирского районов.
В центре сада стоит трёхметровый гранитный памятник армянскому композитору и хоровому дирижёру Комитасу (Согомону Согомоняну), жившему в конце ХІХ — начале XX веков. Его установили в 2015 году. Авторами памятника стали скульптор и профессор академии Штиглица Левон Бейбутян и архитектор Максим Атоянц. Выбор Камского сада для демонстрации армянских памятников связан с тем, что поблизости от сквера расположено Смоленское армянское кладбище с церковью Святого Воскресения.
В 2010 году в честь 65-летия победы в Великой Отечественной войне в Камском саду были высажены именные деревья. Также здесь установлены 26 чугунных фонарей, разбиты клумбы, обустроены газоны и сад камней.

## Галерея

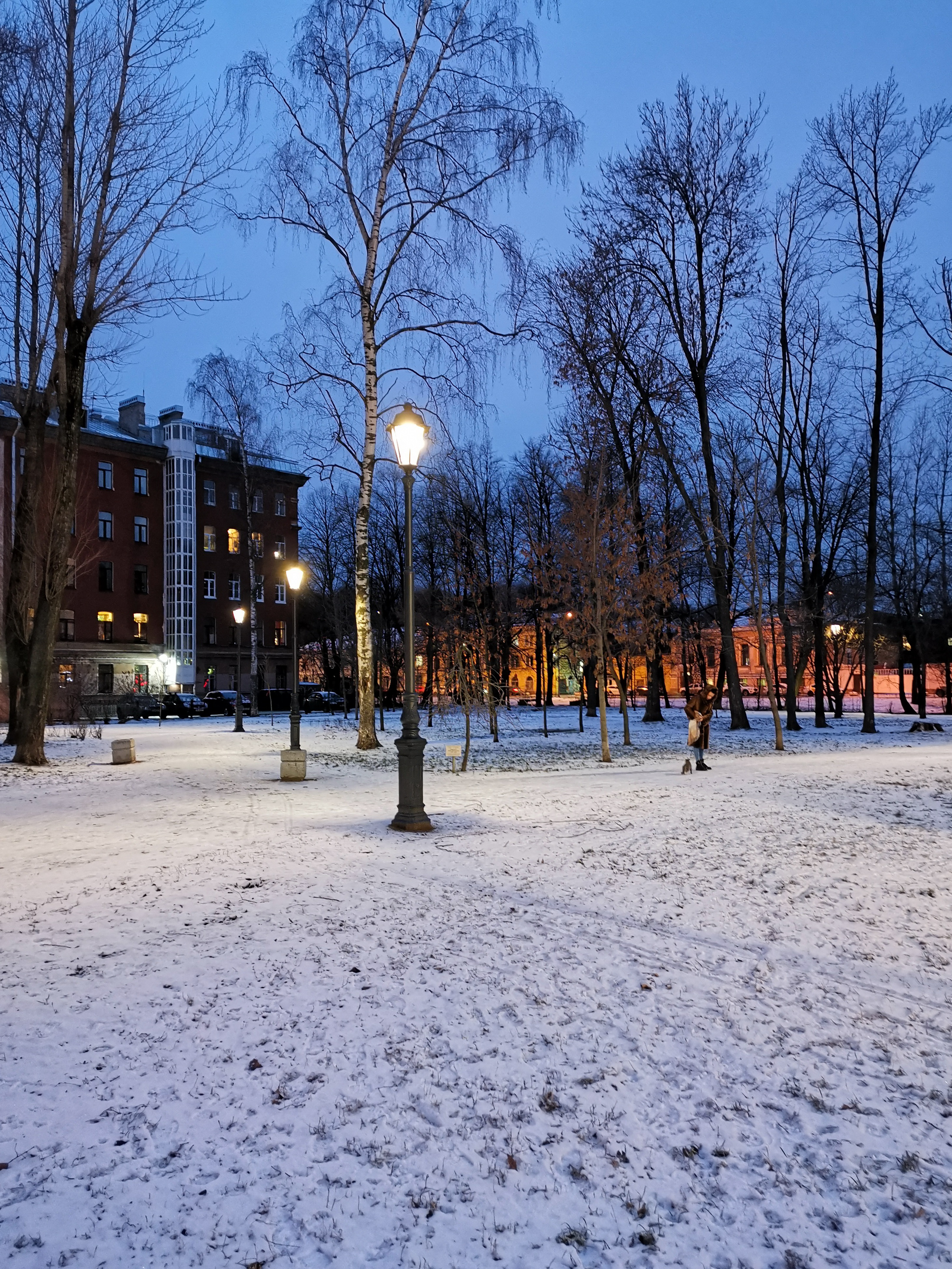
Сад в январе 2020 г.
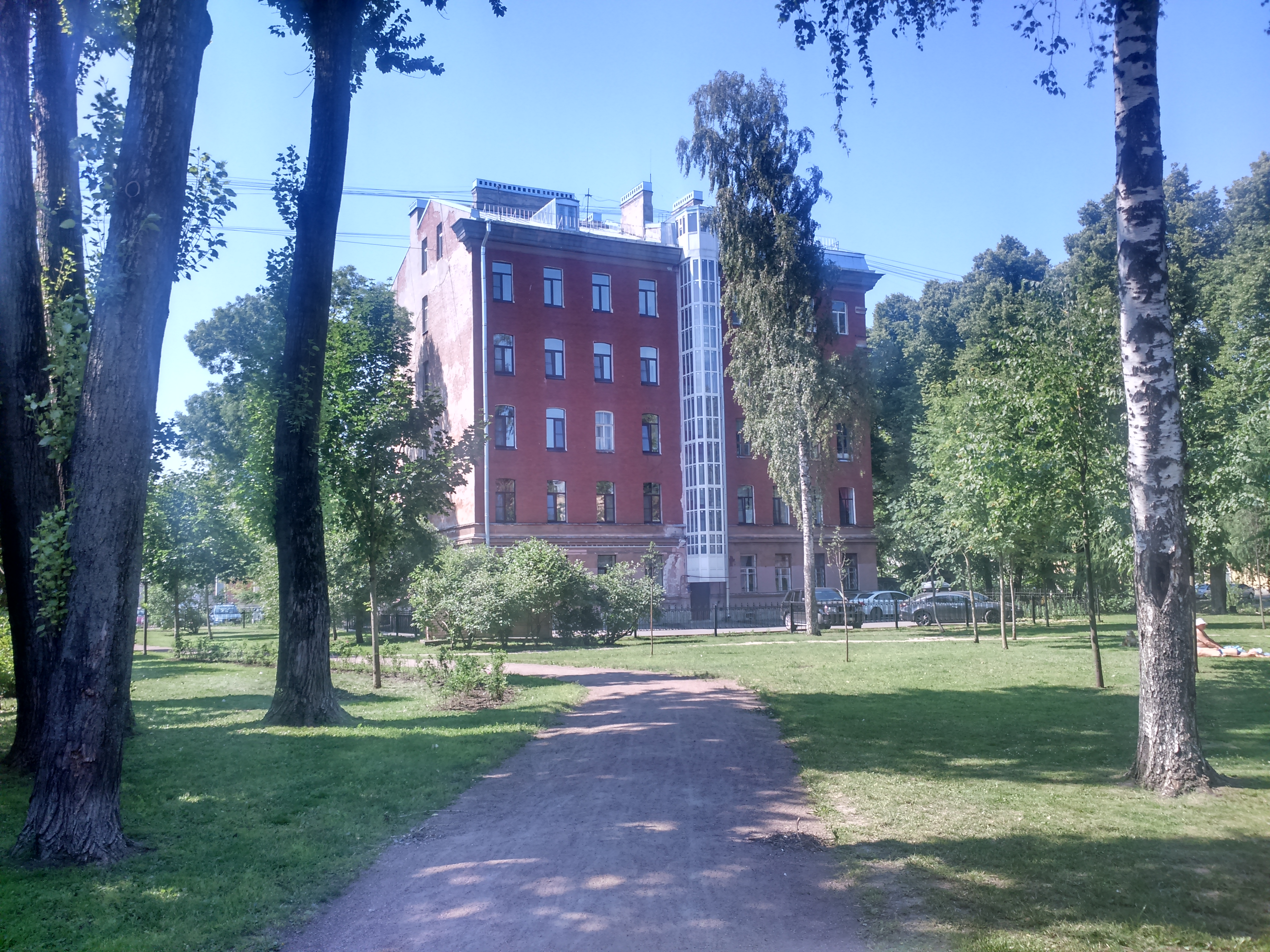
Сад и дом 99 по 14-й линии В. О.
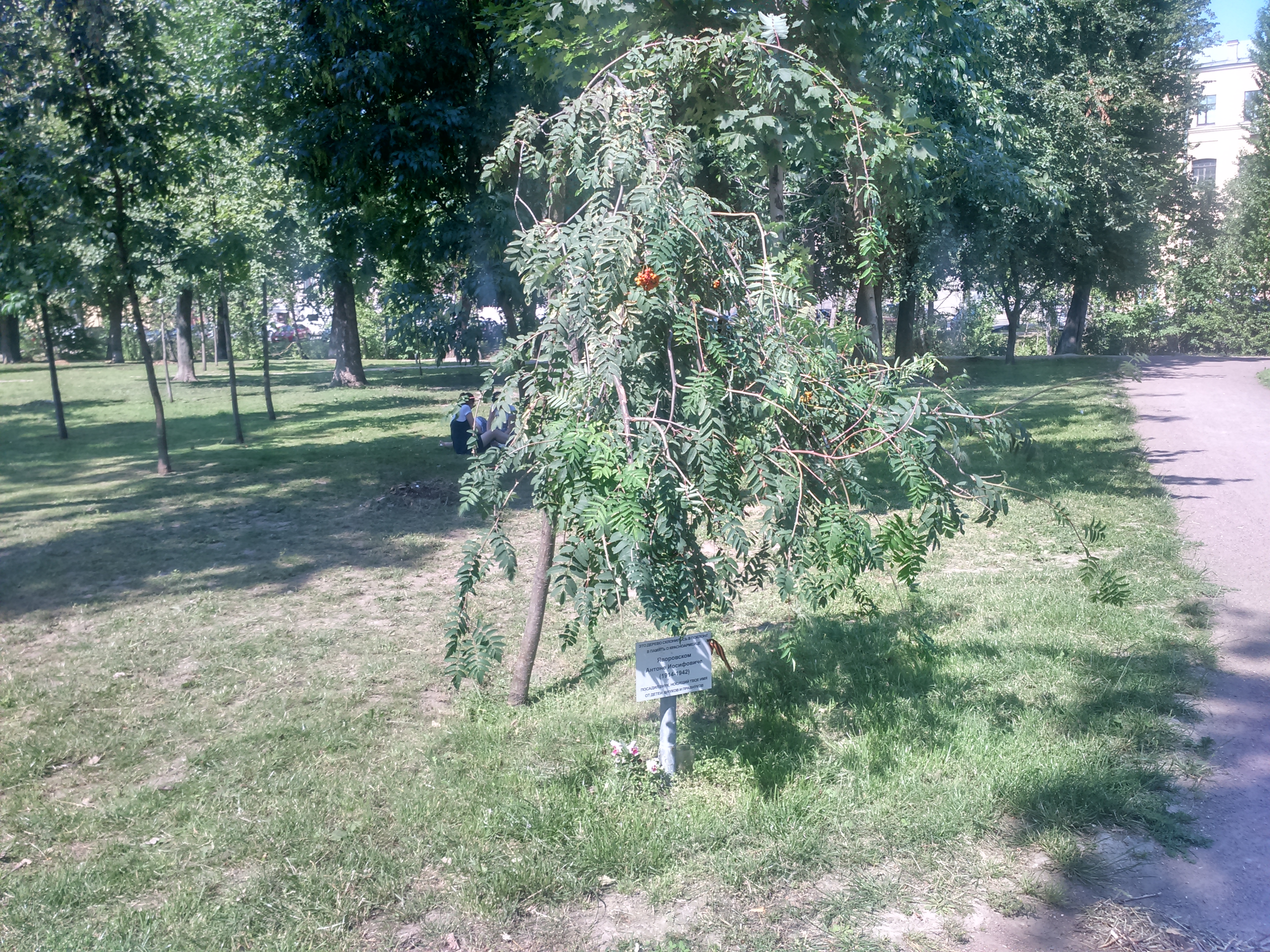
Памятное дерево
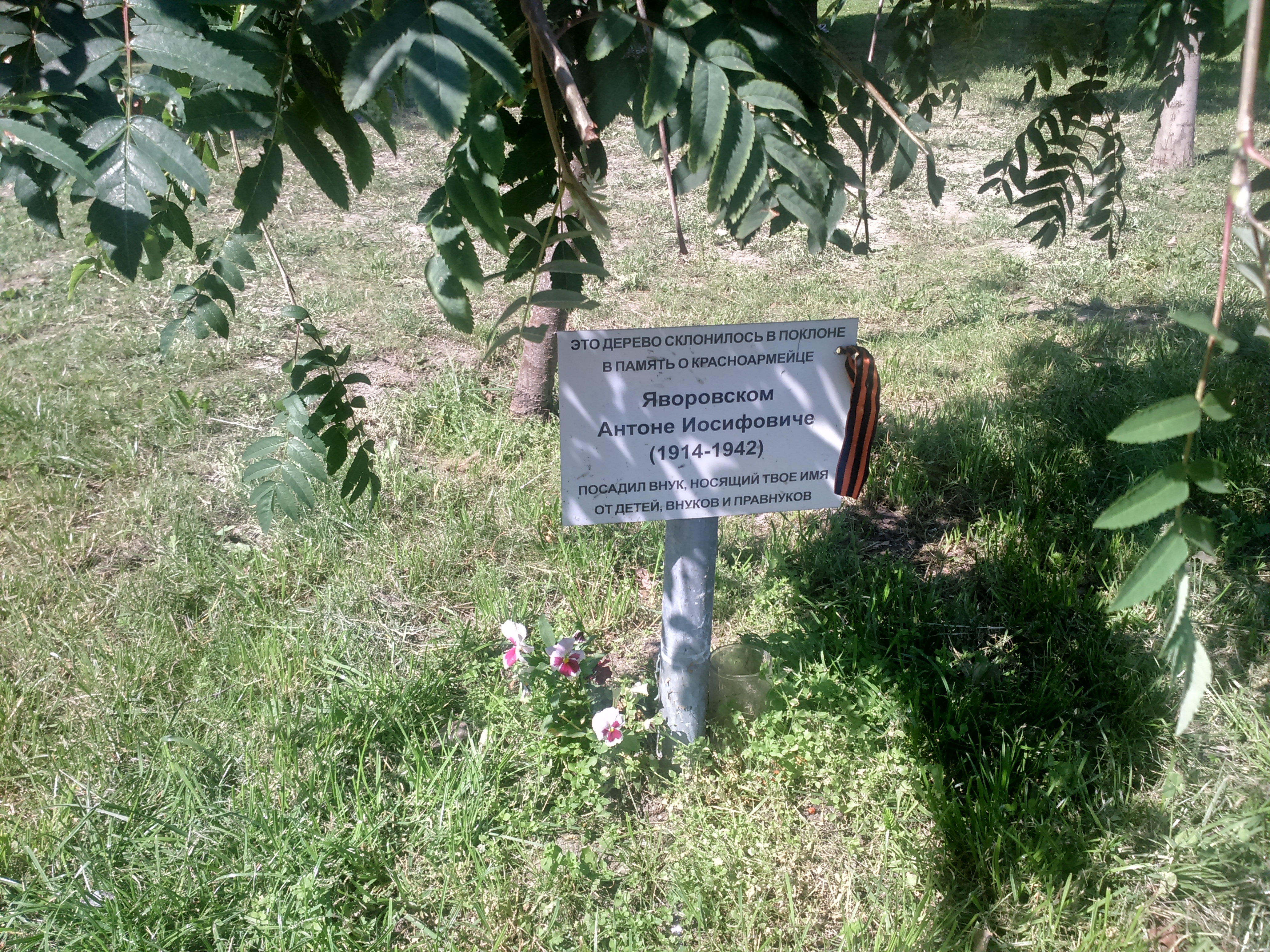
Табличка под памятным деревом
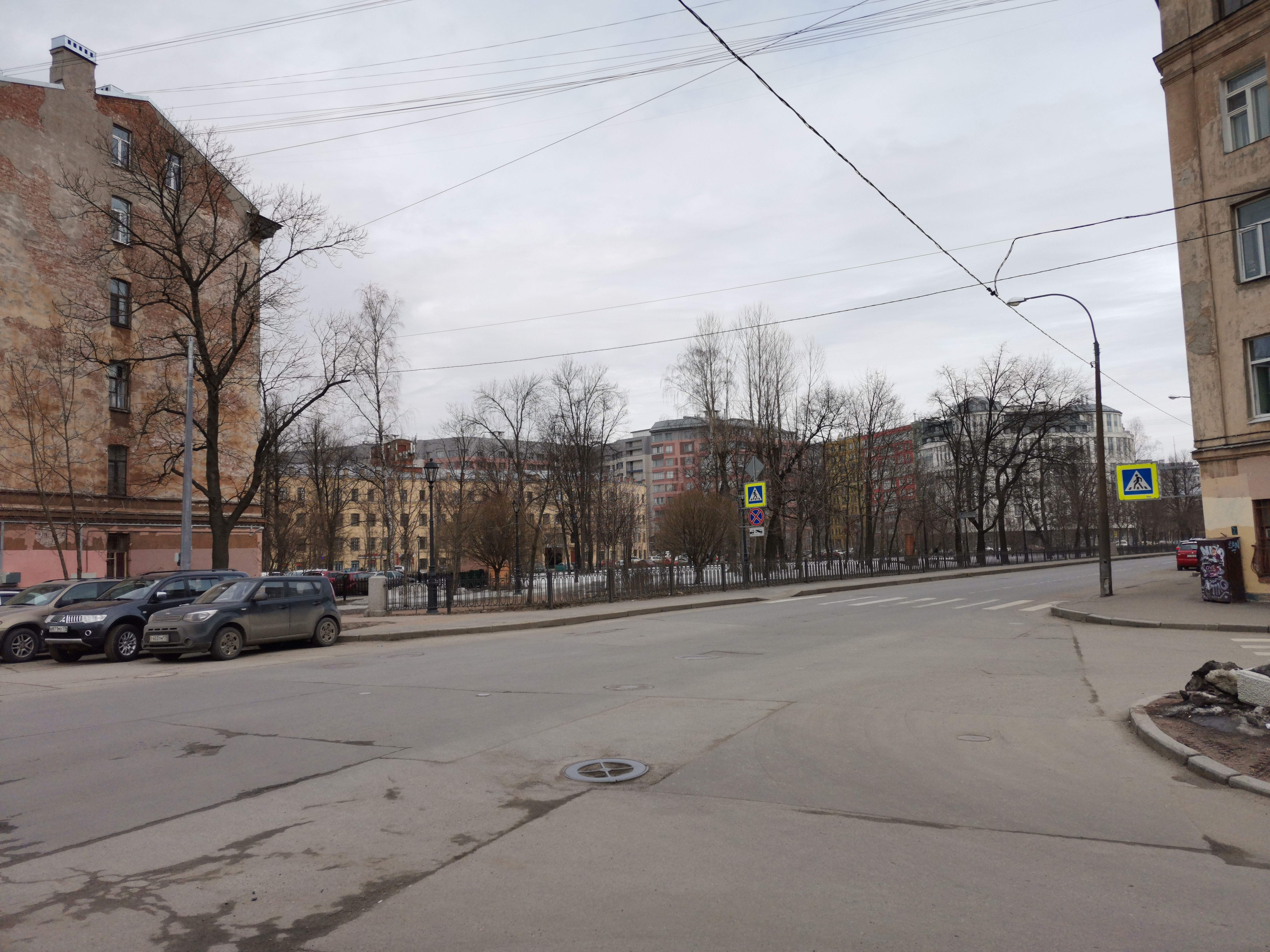
Вид с 15-й линии, апрель 2019 г.
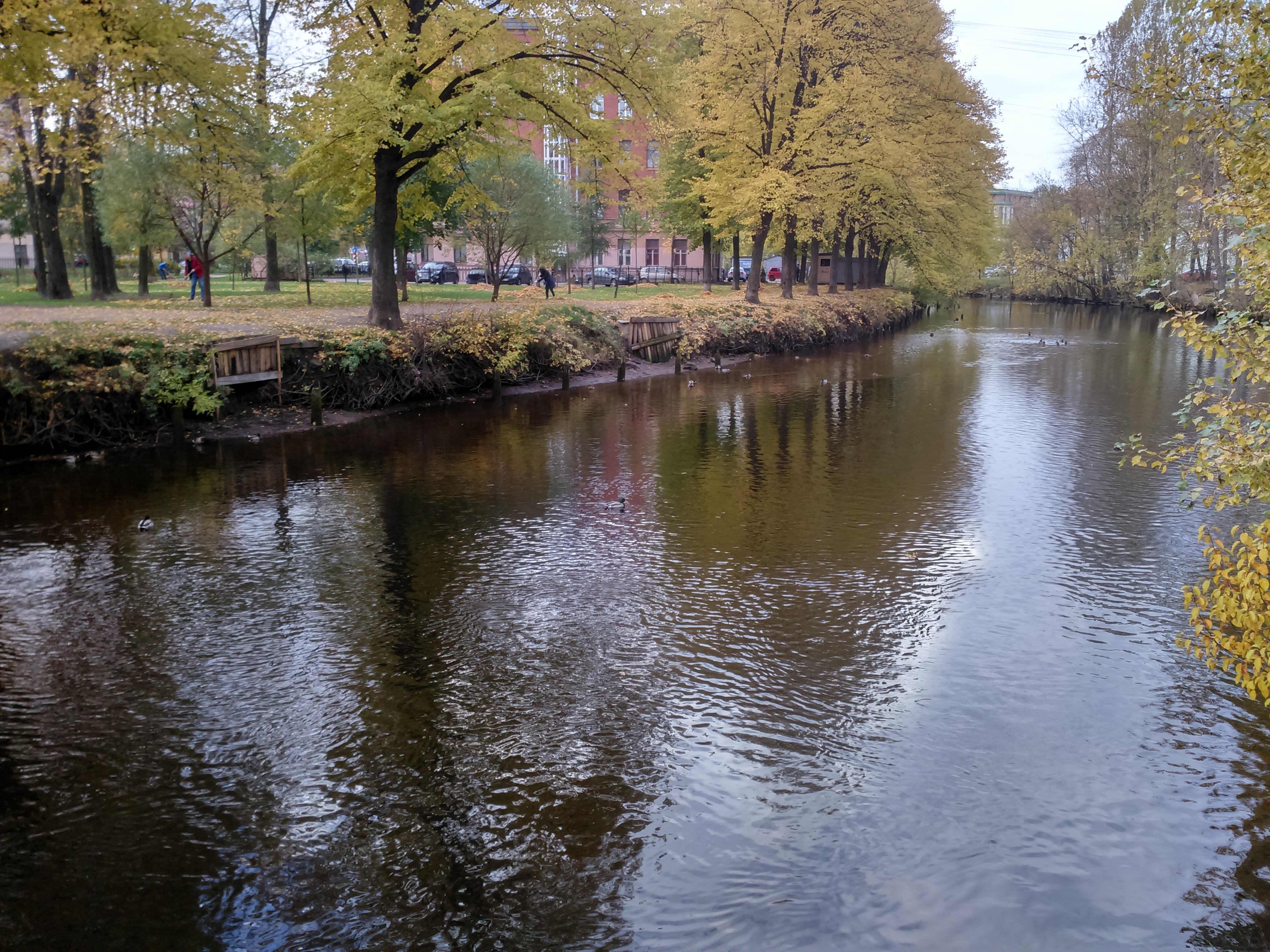
Вид со Смоленки, октябрь 2017 г.